# Skulpturengarten AVK

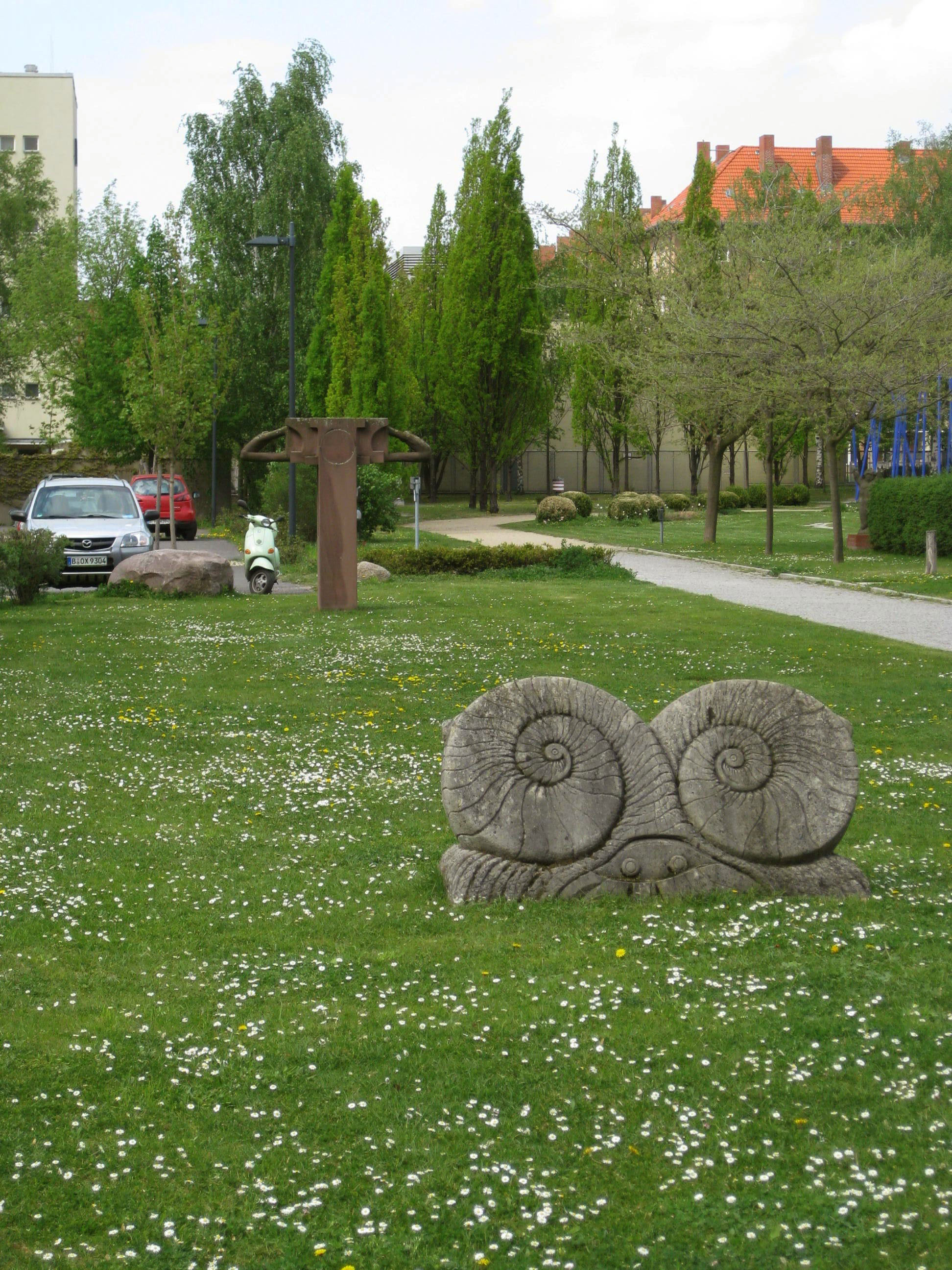
Het park met Thüster Nautiliden van Günter Anlauf en Rotation van Rudi Pabel

De Skulpturengarten AVK is een beeldenpark op het terrein van de Auguste-Viktoria-Klinik aan de Rubensstraße/Grazer Damm in de wijk Berlin-Schöneberg van de Duitse hoofdstad Berlijn.

## Geschiedenis
Het ziekenhuis is gesticht in 1906 en is genoemd naar de Duitse keizerin Auguste-Viktoria. Het ziekenhuis maakt deel uit van de Berlijnse Vivantes-Gruppe.
Het beeldenpark is gesticht in het, bij de bouw in 1993 van het Haus der Physikalischen Therapie, ontstane park; met ondersteuning van de Berlijnse Senaat en met bruiklenen van de Berlinische Galerie en de diverse kunstenaars. Het park werd voor het publiek geopend in 1999.

## Collectie
- Günter Anlauf : Thüster Nautiliden (1979/80)
- Ulrich Bauss : Drei Betonskulpturen (1972) - Wir sind ein Kapitel, Wir liegen hier en Wir stehen hier
- Karlheinz Biederbick : Arbeiter mit Preßlufthammer (1972)
- Silvia Breitwieser : Steinwindel (1980/99)
- Klaus Duschat: Eisentirade (1982)
- Johannes Grützke : Lachender Kopf (1998)
- Richard Heß : Schreiender (1975) en La Sella (1982)
- Silvia Kluge : Emmi eins (1981)
- Rainer Kriester : Meditationsraum (1976)
- Gerald Matzner : Taschenpyramide (1980/81) en Menschen und Gepäck (1988/2002)
- John McCarthy : Tutola (1986)
- Peter Lindenberg : Regen Feld (2004)
- Rudi Pabel : Rotation (1979)
- Rüdiger Preisler : Paar I (1987), Paar (1996/97) en Paar (1998)
- Gloria Priotti : Endspiel (1980)
- Gustav Reinhardt : Serenity (1986)
- Erich Fritz Reuter : Das Mädchen von Yucatan (1964)
- Emanuel Scharfenberg :  Elefantenbaum (1981)
- Joachim Schmettau : Vier Jahreszeiten (1981)
- Hartmut Stielow : Waage (1984)
- Rolf Szymanski : ''Zwei Figuren in größer Höhe en Die Frauen von Messina (1969/71)
- David Lee Thompson : International Harvester
- Peter Tiefensee : ''Ohne Titel (1981)
- Erich Wiesner : MiXmAL (1981)
- Pomona Zipser : Auf hoher See (1990)

## Fotogalerij

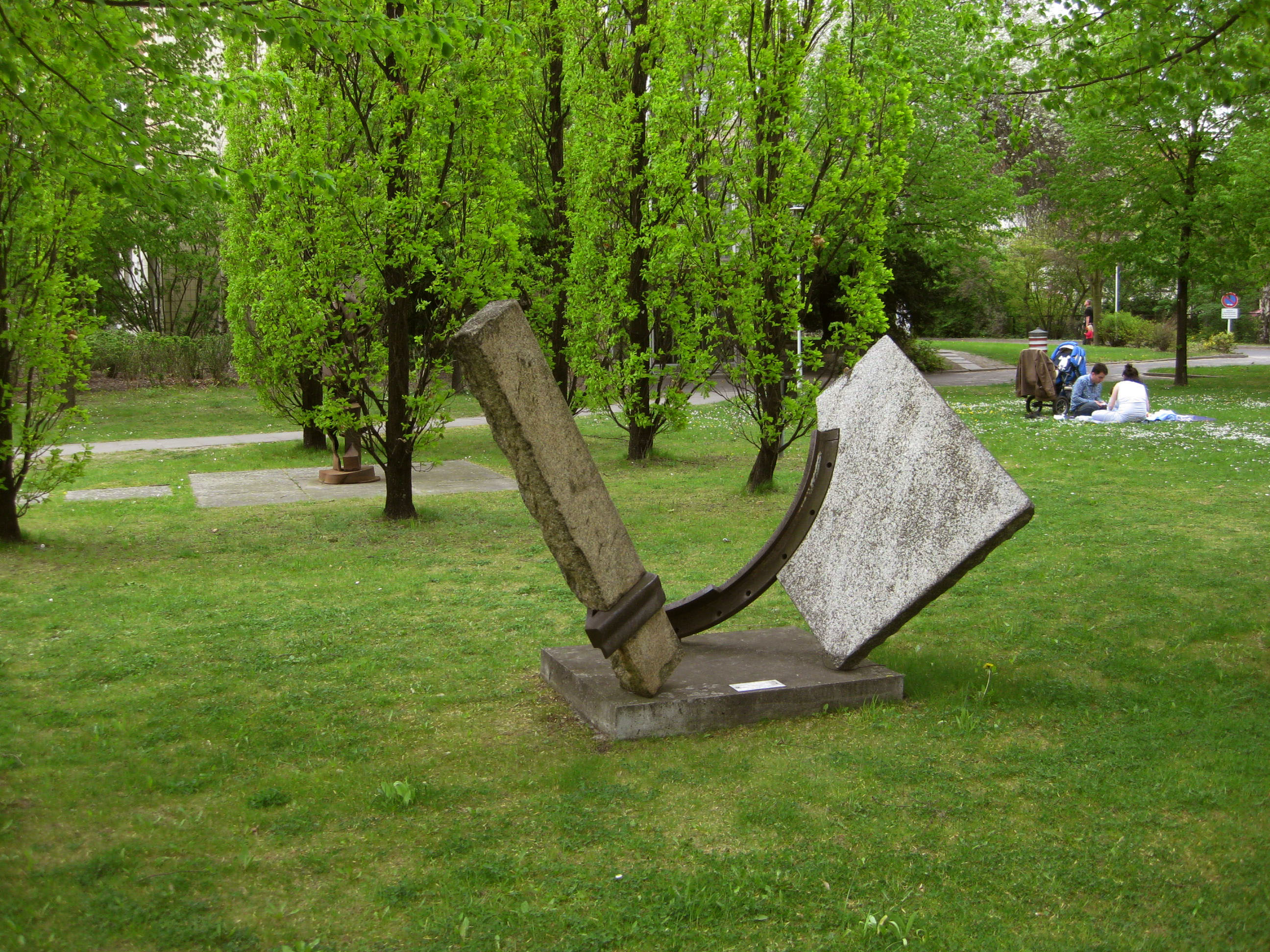
Waage van Stielow
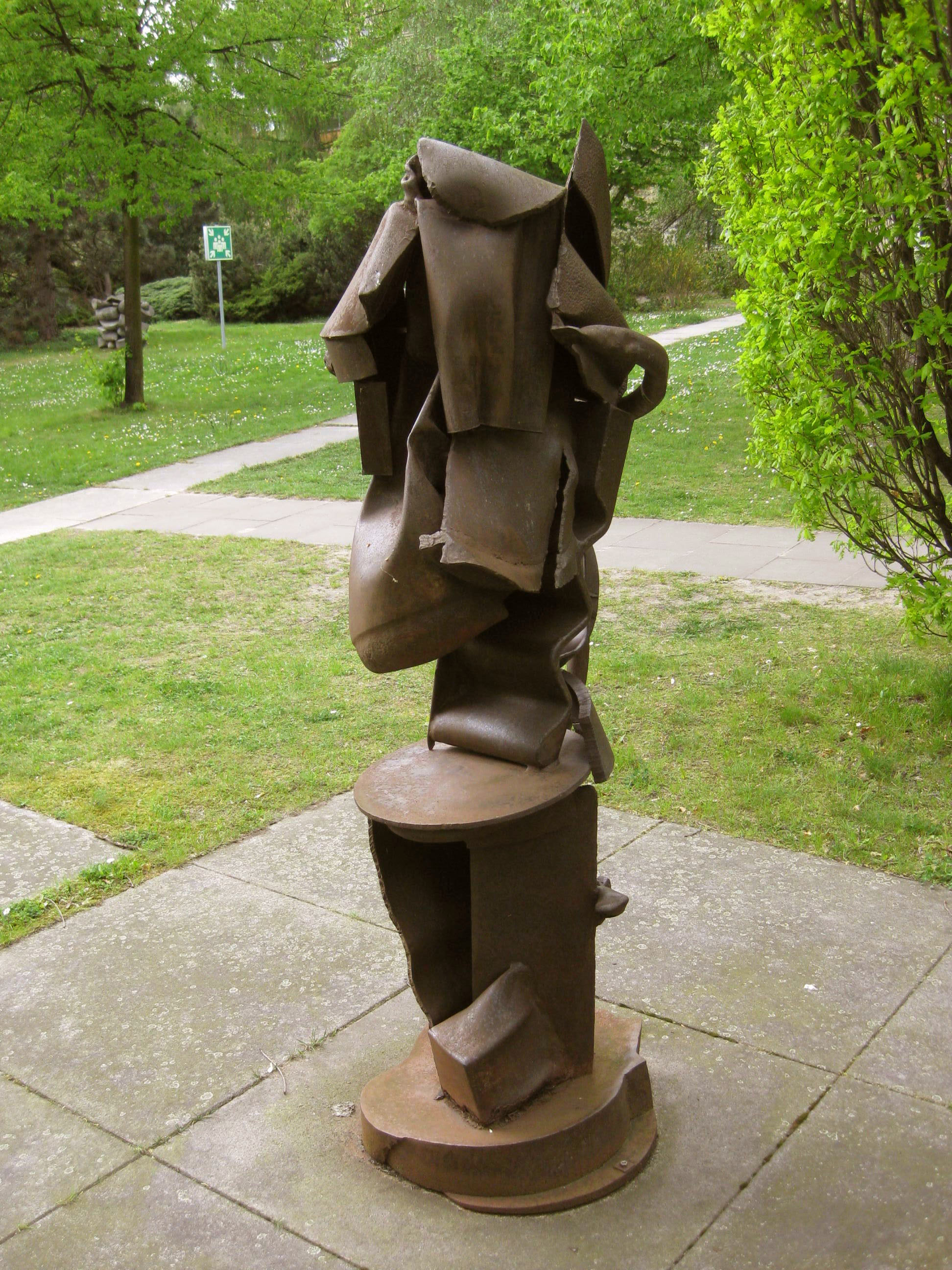
Tutola van McCarthy
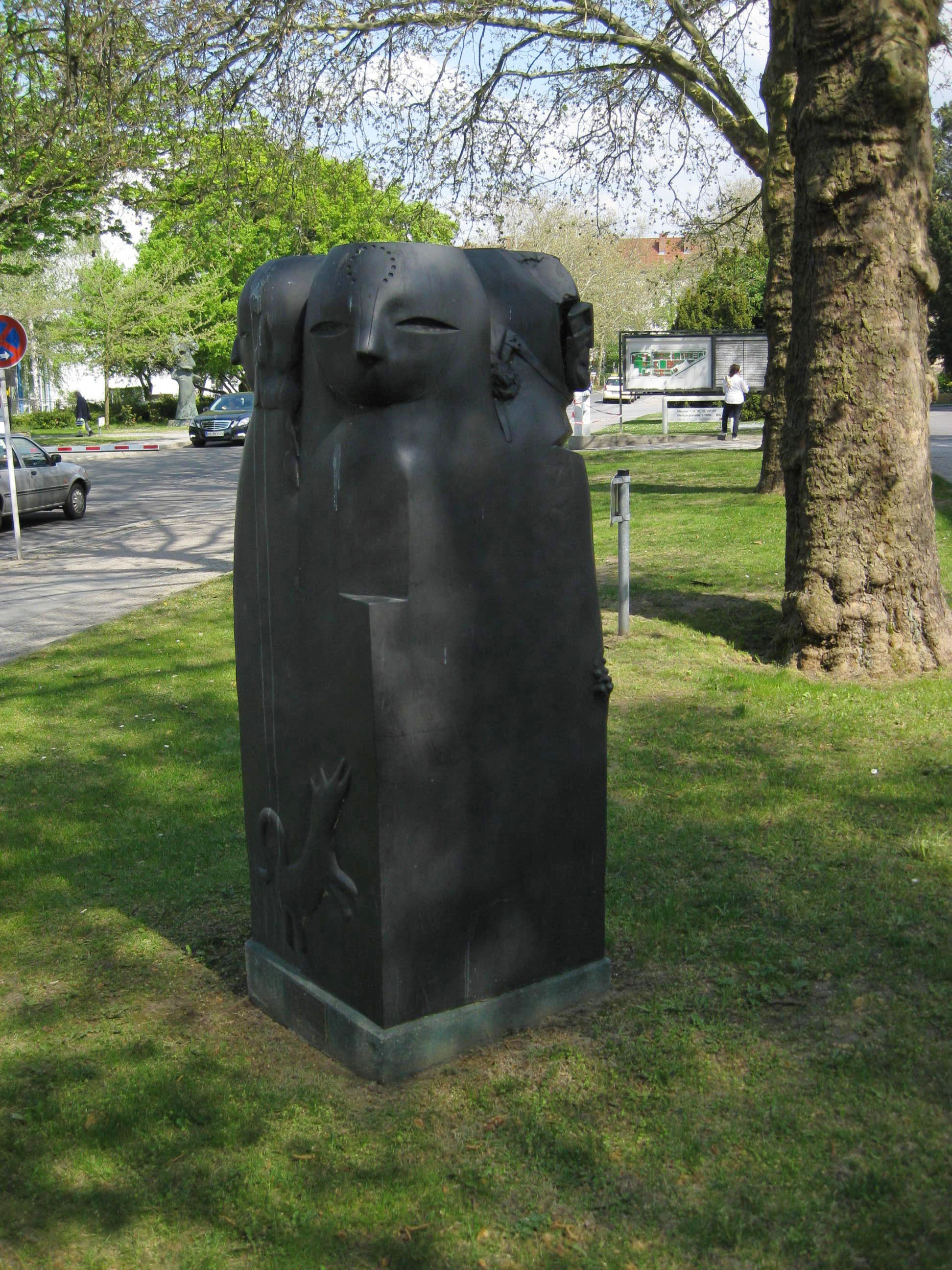
Vier Jahreszeiten van Schmettau
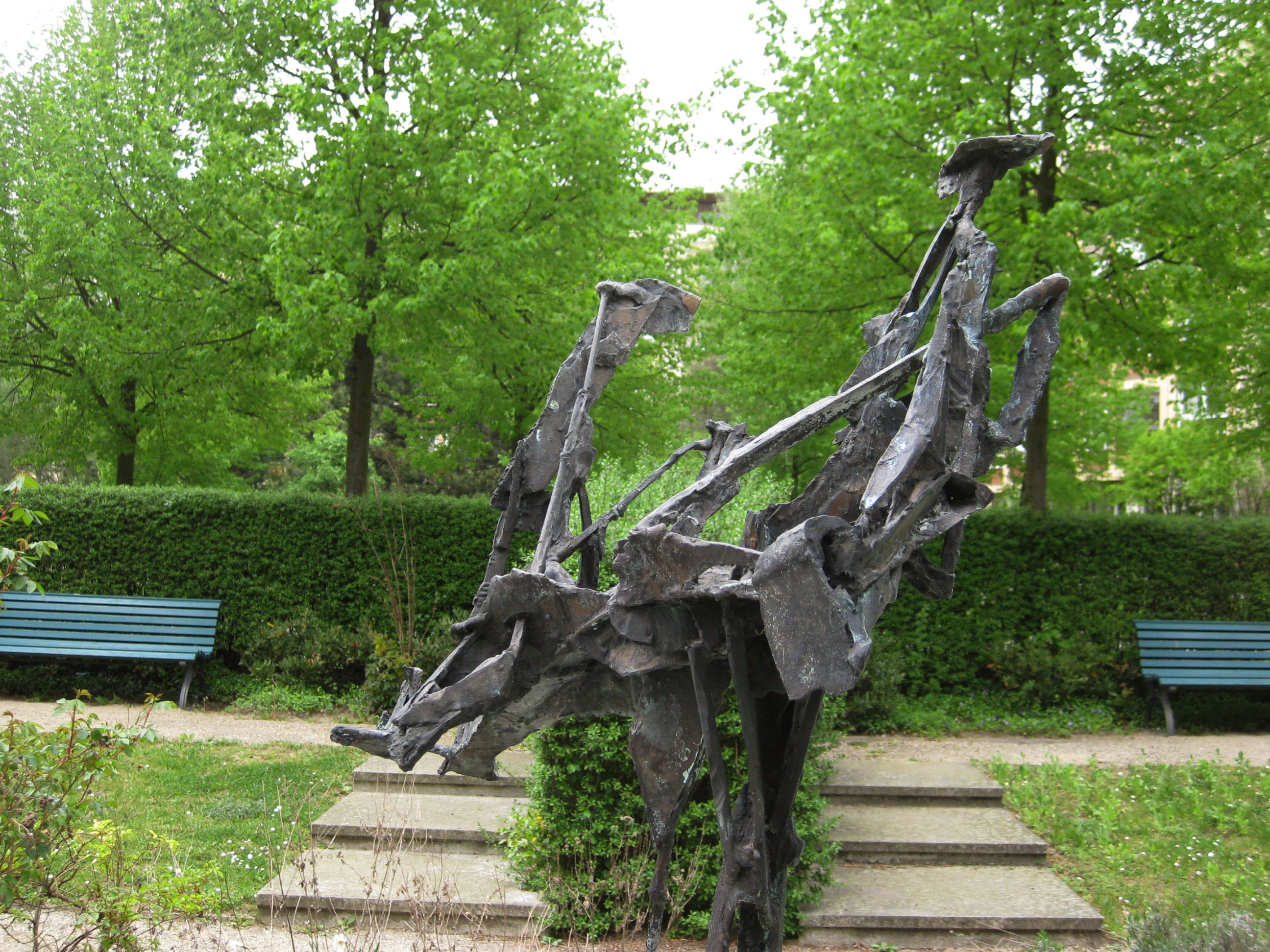
Auf hoher See van Zipser
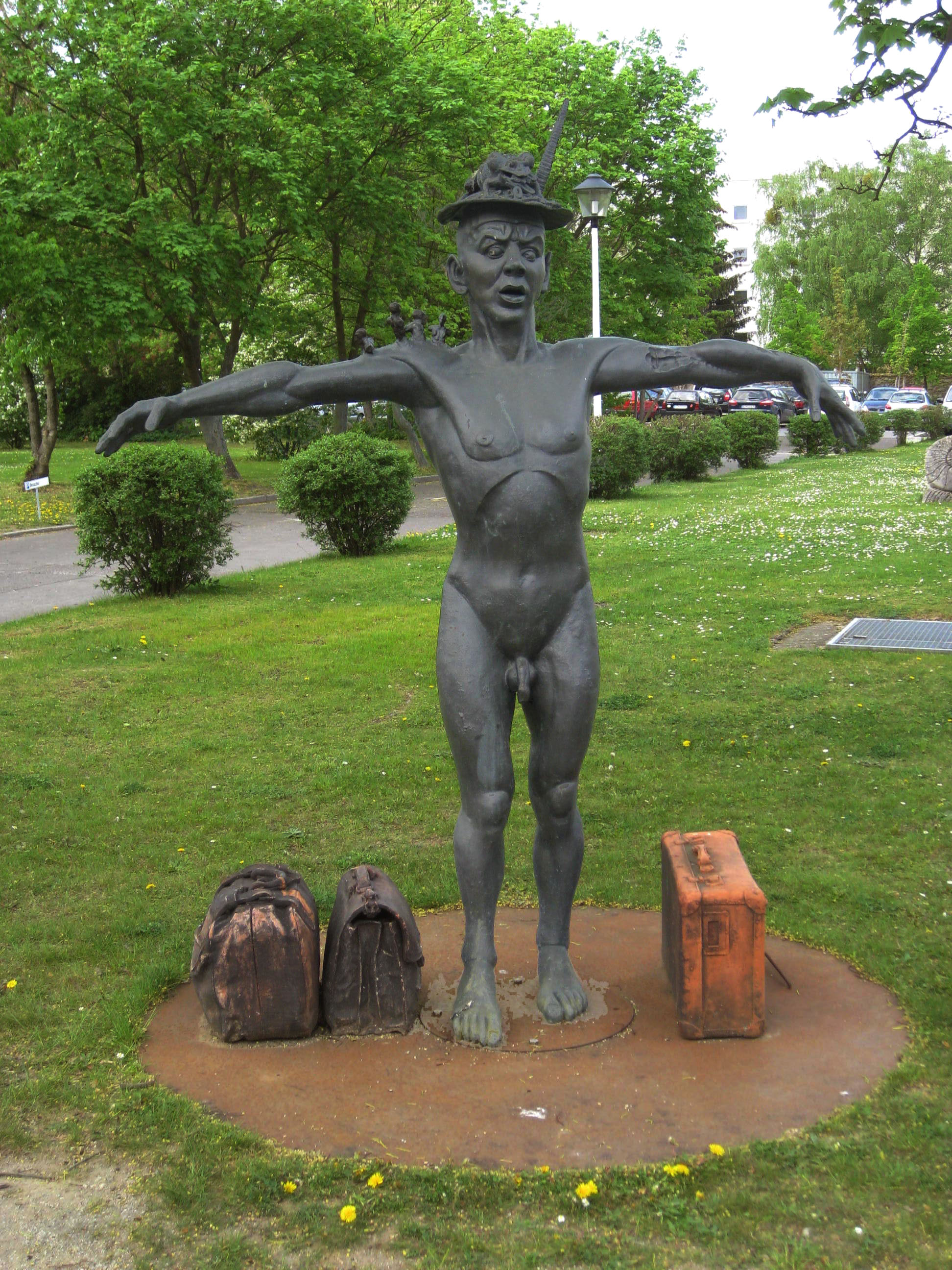
Menschen und Gepäck van Matzner
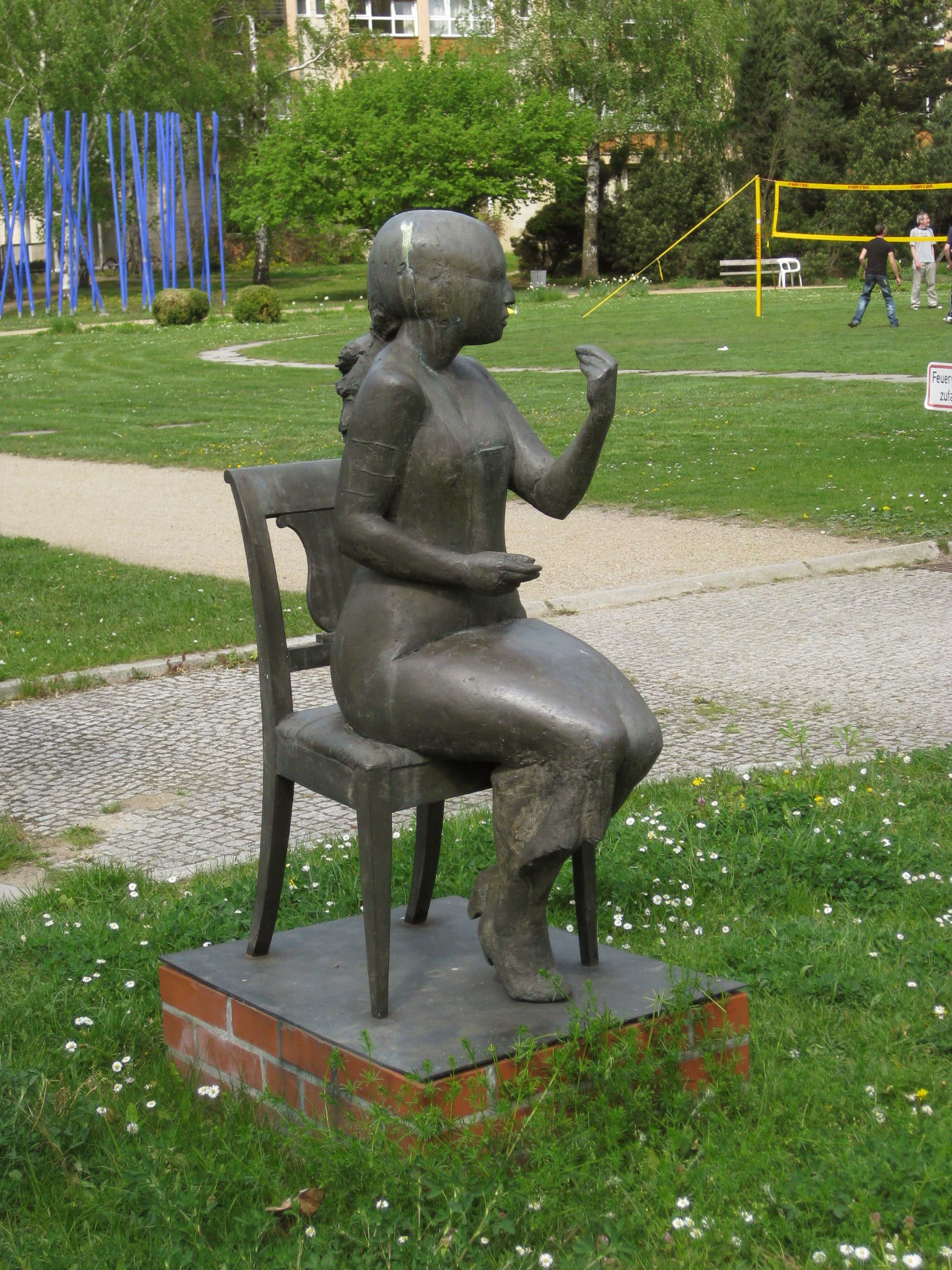
La Sella van Heß
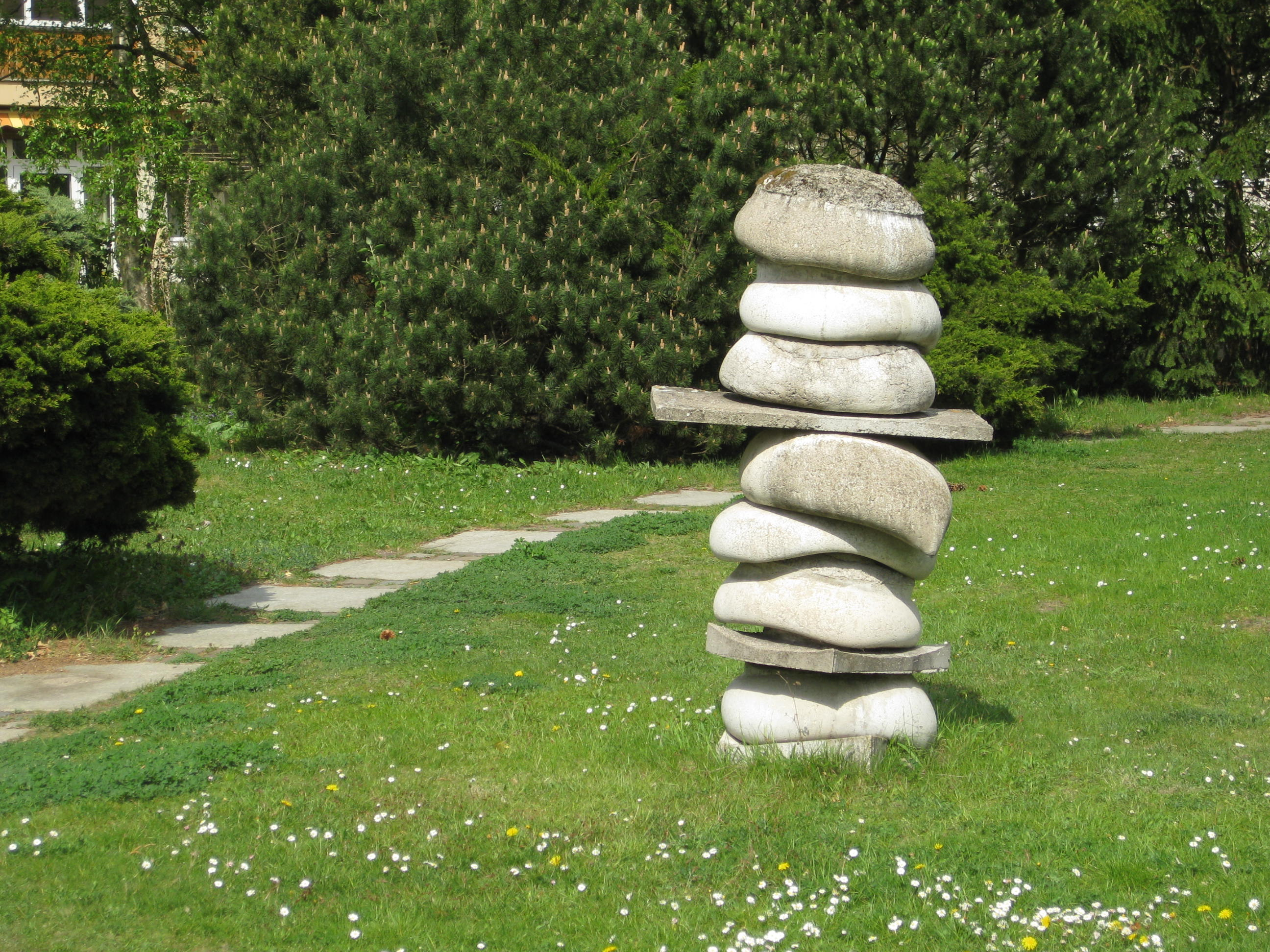
Drei Betonskulpturen: Wir stehen hier van Bauss
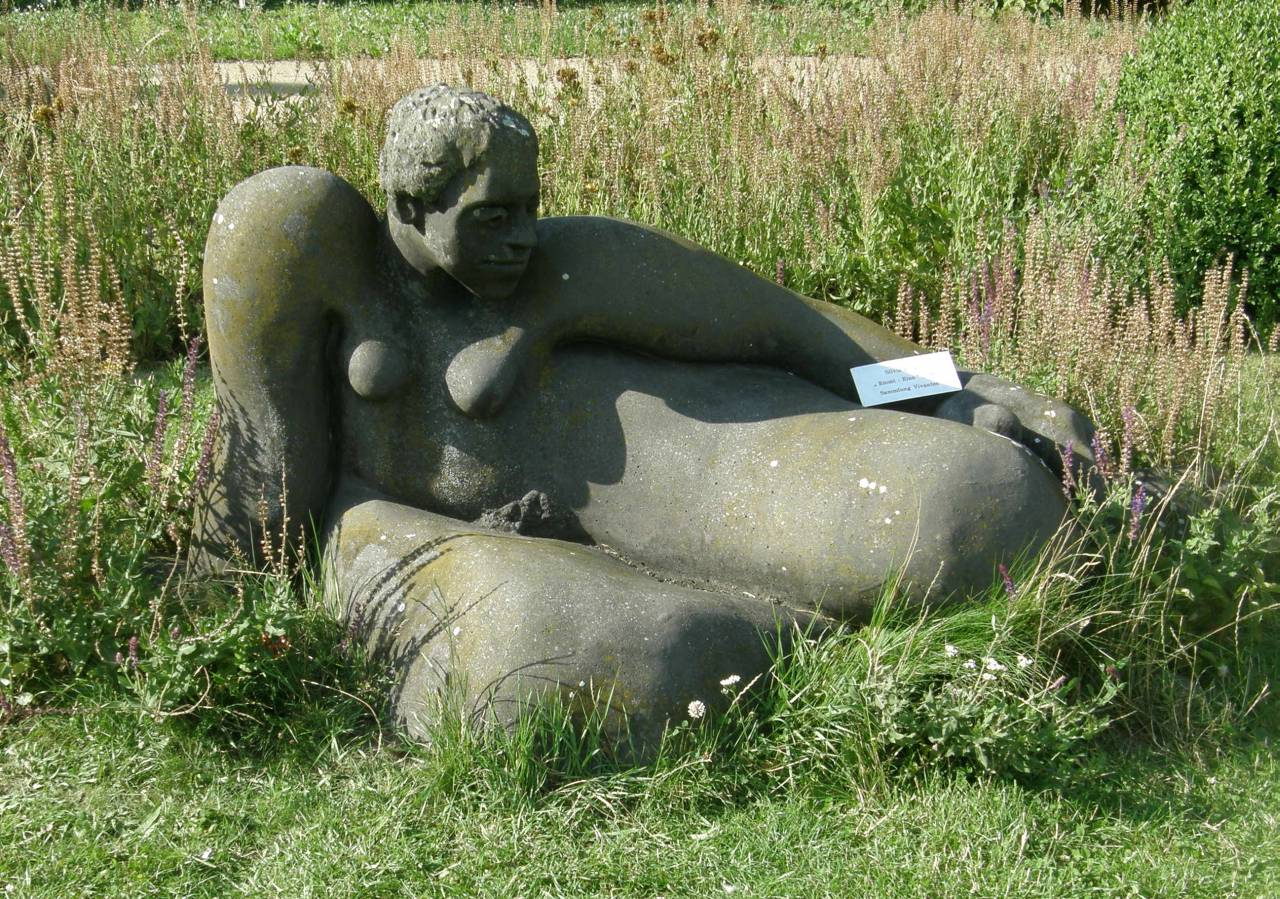
Emmi eins van Kluge
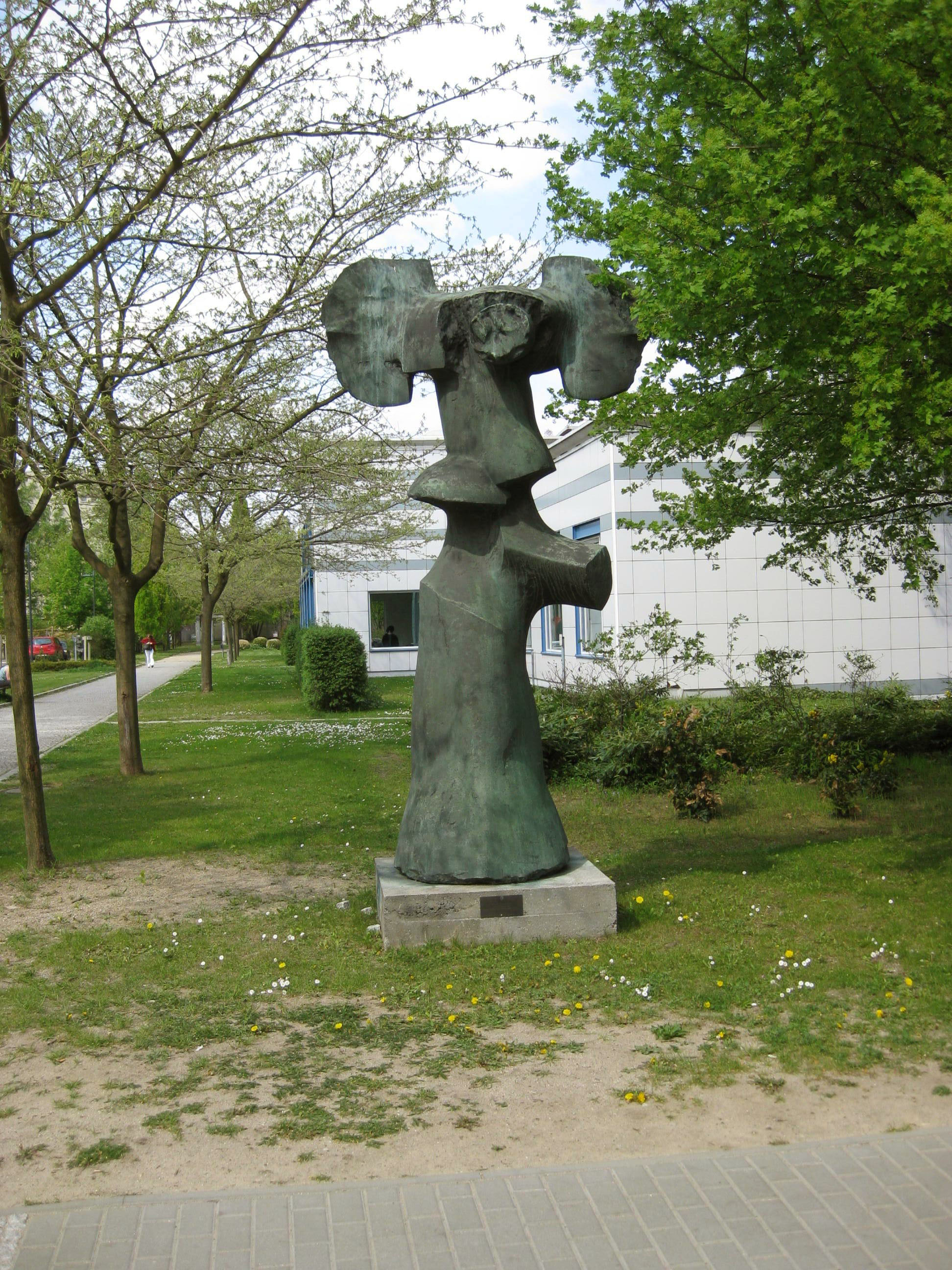
Elefantenbaum van Scharfenberg
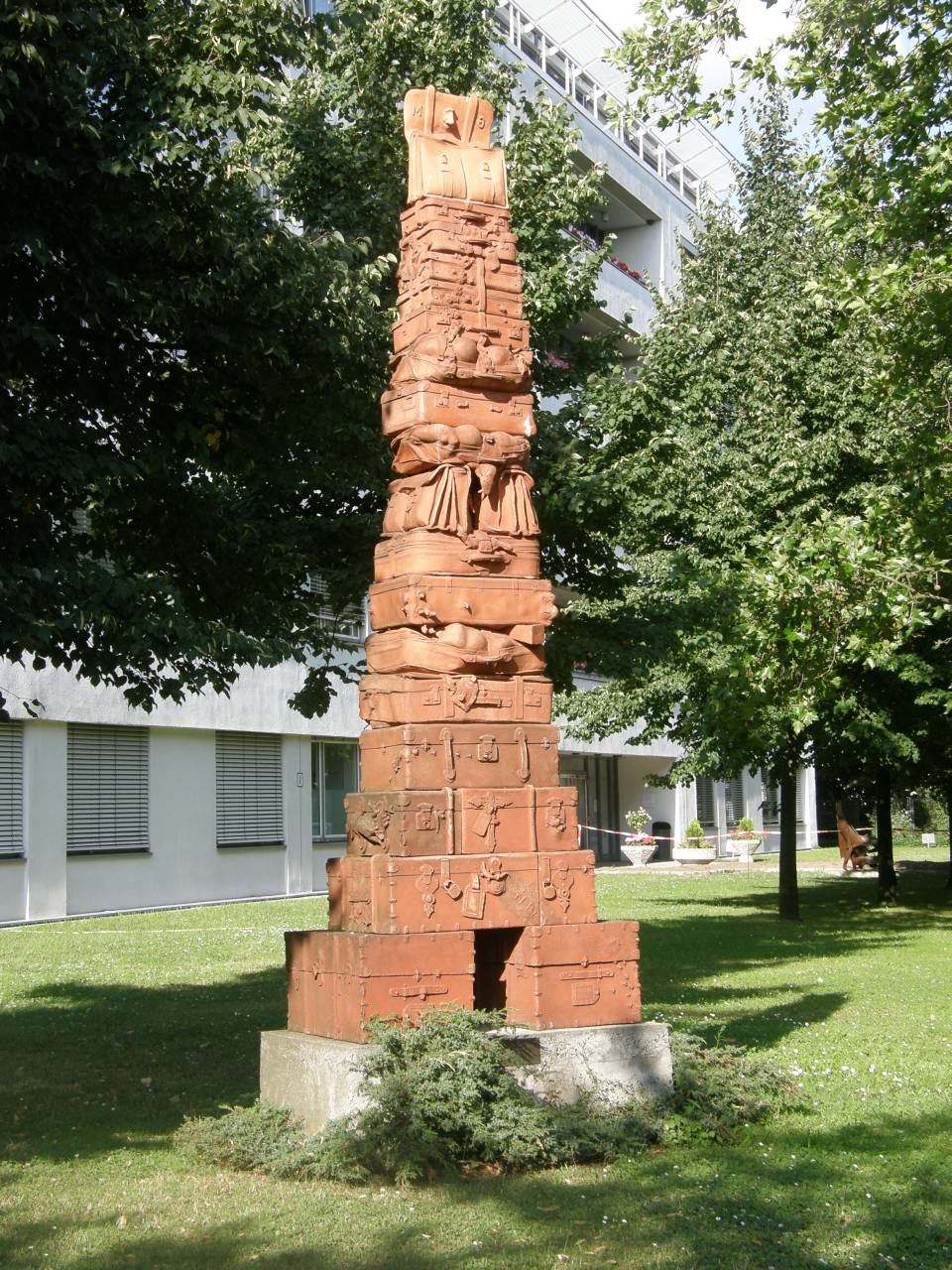
Taschenpyramide van Matzner